# La Direttissima: línea de alta velocidad Florencia-Roma

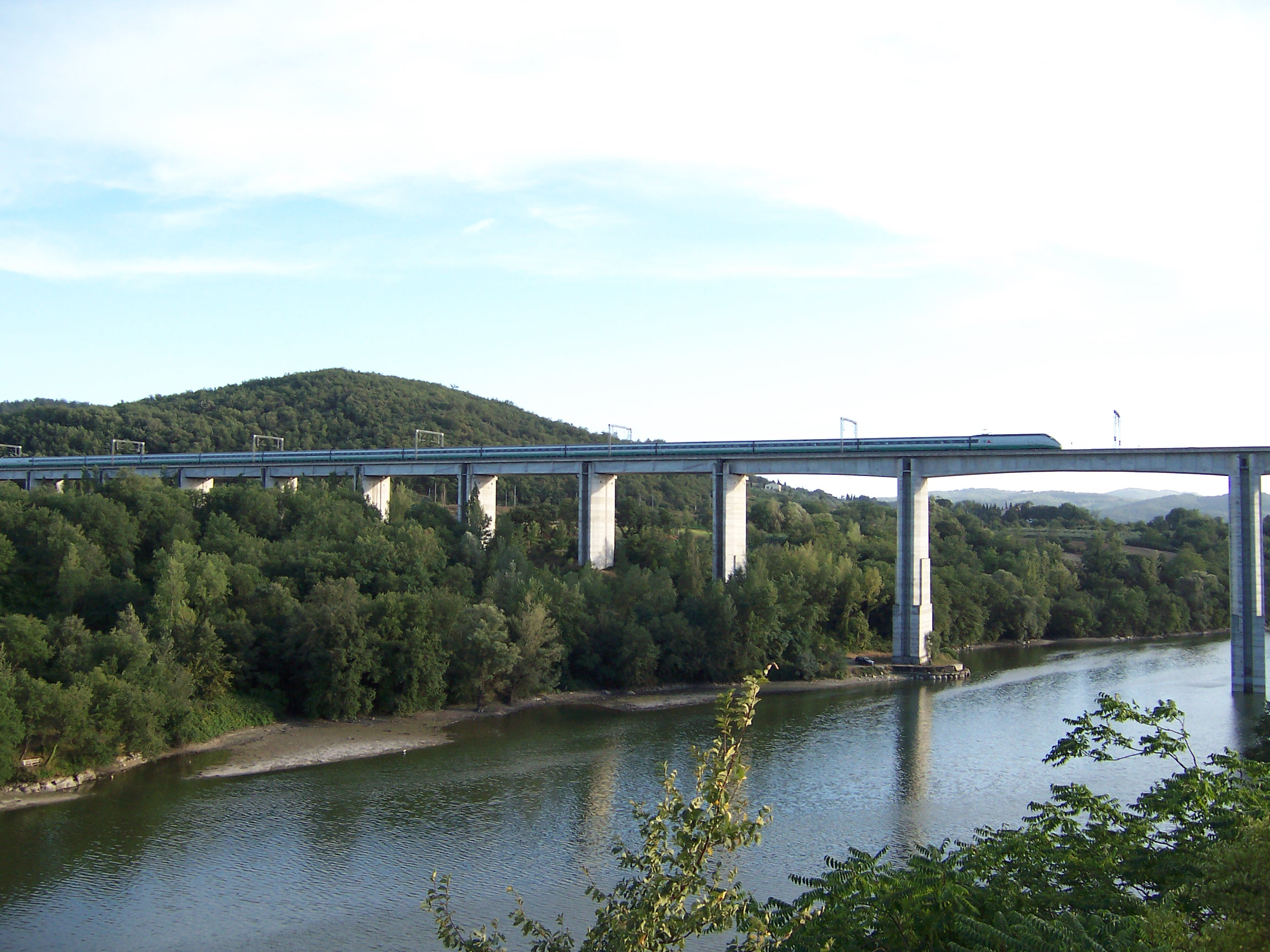
Un ETR 500 sobre un viaducto cerca de Arezzo.

La Directisima o Línea de Alta Velocidad Florencia-Roma (Direttissima o Ferrovia ad alta velocità Firenze-Roma, en italiano), es la línea de Alta Velocidad Ferroviaria que une las ciudades italianas de Florencia y Roma.
El primer tramo fue inaugurado el 24 de febrero de 1977 y su apertura completa se produjo el 26 de mayo de 1992. Actualmente (2008) se encuentra en proceso de modernización para adecuarla a los nuevos estándares de alta velocidad de RFI.

## Historia
La unión de las diversas líneas ferroviarias proyectadas por distintos entes y con diferentes propósitos entre Roma y Florencia dio como resultado que la traza completa que vinculaba ambas ciudades era larga y plagada de curvas y contracurvas en todo su recorrido.
La intención de corregir estas curvas y contracurvas que transfomaban en lento el recorrido de 315 km comenzó en la década de 1930, pero los sucesivos estudios y proyectos nunca pudieron concretarse. Solo recién después de la Segunda Guerra Mundial se cosolidó la idea de construir una nueva línea entre Roma y Florencia que en lugar de sustituir a la vieja se complementara con esta. Era mucho más recta, veloz y sobre todo más corta. El proyecto fue aprobado en octubre de 1968 y su financiación los primeros meses de 1969. Era el primer proyecto de línea ferroviaria de alta velocidad de Europa.
El 25 de junio de 1970 comenzaron los trabajos de la nueva línea con el inicio de la construcción del viaducto de 5375 m sobre el río Paglia.
El 24 de febrero de 1977 fue inaugurado oficialmente el primer tramo de 138 km desde la estación de Roma Termini hasta Città della Pieve, Provincia de Perugia.

## Características
La línea nace como duplicación - técnicamente moderna - de la línea clásica por lo que entre ambas existen diez interconexiones para potenciarla y permitir un uso más elástico de la nueva infraestructura.
Su longitud total es de 253,6 km y es apta para una velocidad máxima de 250 km/h.
El trazado es básicamente rectilíneo y con total ausencia de cruces a nivel. La distancia entre vías es de 4 m, lo que permite neutralizar los efectos dinámicos del cruce de trenes a alta velocidad. La pendiente máxima es del 8 por mil y el radio mínimo de las curvas es de 3000 m.
Cruces dobles entre las vías de la nueva línea cada 16,2 km permiten utilizarlas indiferentemente para ambos sentidos de marcha (banalización). Las interconexiones con la línea clásica son todas con cruces a distinto nivel, lo que permite que no haya interferencias en la LAV. Los desvíos de las interconexiones son aptos para circular a 100 km/h mientras que los desvíos entre las líneas de la LAV permiten velocidades de hasta 160 km/h.

## Etapas de construcción
Desde el punto de vista de la realización, la LAV Roma-Florencia puede dividirse en tres etapas:
- Primera etapa: Tramo entre Settebagni (cerca de la estación "Roma Tiburtina) y Città della Pieve construido entre los años 1970 y 1977 con un total de 122 km y el tramo de 20 km entre Firenze Rovezzano y Figline realizado entre los años 1970 y 1980.
- Segunda etapa: Tramo entre Città della Pieve y Arezzo de 52 km realizado entre 1976 y 1985.
- Tercera etapa: Tramo entre Arezzo y Figline de una longitud de 44 km construido entre los años 1985 y 1991.